# Toquí emmantellat
El toquí emmantellat (Pipilo erythrophthalmus) és una espècie d'ocell de la família dels passerèl·lids (Passerellidae) que habita zones amb arbres d'Amèrica del Nord, des del sud del Canadà, cap al sud, a través dels Estats Units i el nord de Mèxic.

## Descripció
El toquí emmantellat és un com un pardal gros i sorprenent. La longitud total oscil·la entre 17,3 i 23 cm i l'envergadura és de 20 a 30 cm. La massa corporal d'aquesta espècie oscil·la entre 32 i 53 g amb una mitjana de 40 g. Els adults tenen els costats vermellosos, el ventre blanc i una llarga cua fosca amb vores blanques. Els ulls són vermells, blancs per als ocells del sud-est. Els mascles tenen el cap, la part superior del cos i la cua negres; aquestes parts són marrons en la femella. Els juvenils són marrons en general. El toquí emmantellat de totes les edats i ambdós sexes en general són inconfusibles i no se sap que coexisteixin amb el toquí maculat (Pipilo maculatus).

## Distribució
El toquí emmantellat es troba a l'est dels Estats Units i al sud-est del Canadà: sud de Saskatchewan, sud-oest d'Ontario i del Quebec i fins a Florida i de l'oest a l'est de Texas. Les poblacions del nord, al sud de Nova Anglaterra passant pel nord d'Indiana i Illinois fins al sud d'Iowa, són principalment residents a l'estiu.
A l'estiu, la subespècie nominal Pipilo erythrophthalmus erythrophthalmus es troba a la part més septentrional de la distribució del toquí emmantellat i a l'hivern migra cap a la part sud i est de l'àrea de distribució de l'espècie. Les altres subespècies són majoritàriament residents.
P. e. canaster es troba des del centre-sud de Louisiana, del nord al nord-est de Louisiana a l'est passant per Mississipi, l'extrem sud-oest de Tennessee, el nord d'Alabama i Geòrgia, el centre de Carolina del Sud fins a l'oest de Carolina del Nord i el sud fins al nord-oest de Florida i l'est al llarg de la costa del Golf.
El rang de P. e. rileyi s'estén des del nord de Florida a través del sud de Geòrgia i la costa de Carolina del Sud fins al centre-est de Carolina del Nord i P. e. alleni es troba a la Florida peninsular.
El toquí emmantellat es troba a la vegetació de zones alterades, com ara la vegetació de successió de "camps vells" i les zones arbustives sota línies elèctriques. Al nord-oest d'Arkansas, el toquí emmantellat va aparèixer a la vegetació de camps vells on hi havia Rhus copallina amb una freqüència del 28,6%, Ulmus alata amb una freqüència del 21% i cirerer americà (Prunus serotina) amb una freqüència. del 19,2% La vegetació arbustiva al llarg de les línies elèctriques és habitualment utilitzada pel toquí emmantellat.
Per exemple, a Maryland, els territoris del toquí emmantellat al llarg de línies elèctriques es corresponien amb zones arbustives que contenien espècies com ara la mora Rubus allegheniensis i el nabiu (Vaccinium). Altres espècies inclouen l'arç blanc (Crataegus), l'Acer rubrum o la Robinia pseudoacacia.

Entre 1966 i 2015, el toquí emmantellat va experimentar una disminució anual de la població superior a l'1,5% a tota la costa atlàntica i la part nord de la seva zona de reproducció.

## Nidificació i cria

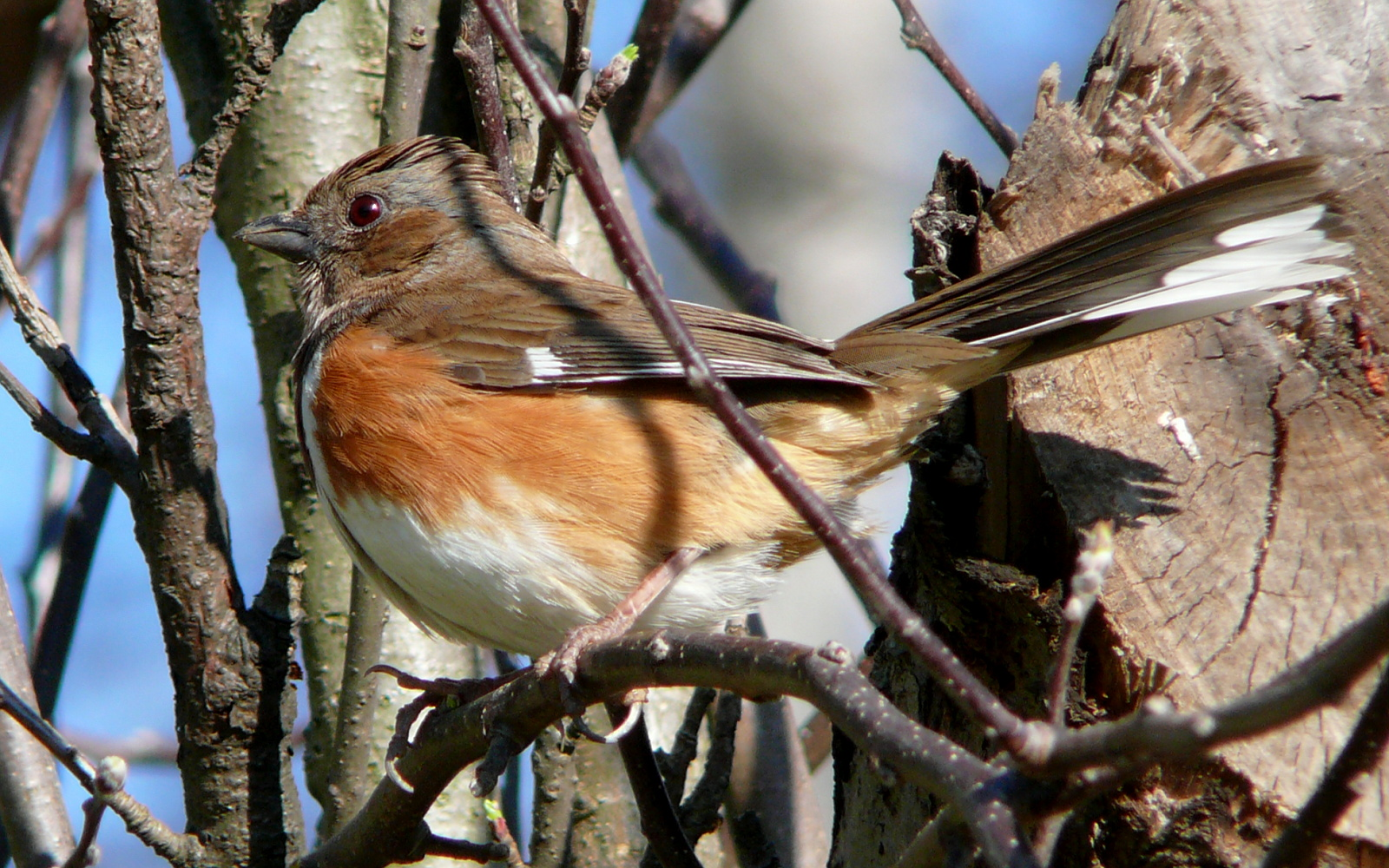
Femella de Pipilo erythrophthalmus.

L'arribada i la sortida dels exemplars de toquí emmantellat cap a les zones de cria a l'estiu varia segons la ubicació. Els toquís de l'est solen arribar a Nova York a principis d'abril i marxar a mitjans de novembre. Un estudi dels toquís de l'est a Nou Hampshire descriu l'arribada a finals d'abril fins al maig i la majoria marxa al setembre. Més al sud, a la frontera de Tennessee i Carolina del Nord, la migració cap a zones elevades dins de les Great Smoky Mountains comença al març. Els individus abandonen aquests llocs a l'octubre. La subespècie P. e. erythrophthalmus és la més migratòria de les subespècies.
La cria comença a la primavera i continua fins a finals d'estiu. El toquí emmantellat pot començar a nidificar ja a finals de març a Florida i Geòrgia, a mitjans o finals d'abril en alguns estats del mig oest i fins a mitjans de maig al nord de Nova Anglaterra. La femella triga entre tres i cinc dies en construir el niu. La posta d'ous es produeix normalment fins a l'agost. Per exemple, a Indiana s'observa que el toquí emmantellat nia del 15 d'abril al 20 d'agost. No obstant això, l'estudi fet d'individus a Florida va incloure un informe d'un niu observat el 2 de setembre de 1983 que contenia dos ous. El toquí emmantellat pot reposar després d'intents fallits de nidificació i pot tirar endavant dues niuades i al sud de vegades tres, per temporada.
Greenlaw informa d'una mitjana de l'extensió del territori de cria de 1,6 hectàrees en una roureda (gènere Quercus) on es va arribar a una densitat de 21 mascles/40 ha. En una pineda (gènere Pinus) i roureda on la densitat era de 32 mascles/40 ha, l'extensió mitjana del territori de toquí emmantellat era de 1,2 hectàrees. A Massachusetts, l'extensió mitjana del territori de toquí emmantellat mascle era de 0,5 hectàrees i l'extensió del de les femelles una mica menys, 0,45 hectàrees. L'extensió del territori va canviar al llarg de l'època de reproducció i no es va veure afectada significativament (p>0,05) per reduccions de la disponibilitat d'aliments del 30% o menys. Durant l'hivern, el toquí emmantellat no és tan territorial i es pot veure en grups d'espècies mixtes. El desplaçament diari als boscos i zones clares de Pinus taeda i de P. palustris a Carolina del Sud va tenir una mitjana de 99 m per dia. Només 2 femelles d'11 i 9 mascles, es van quedar al lloc i van ser capturades durant un estudi de 10 setmanes de durada.
El toquí emmantellat té una fidelitat a la parella força forta. En un alzinar de Nova Jersey, les taxes de retorn dels adults van ser del 20% el primer any després de l'anellament i del 43% els anys següents. Entre 1960 i 1967, el nombre màxim d'individus retornats al lloc va ser de 5. En un bosc de Pennsilvània observat entre 1962 i 1967, un exemplar va tornar al lloc durant 4 anys consecutius.
Diverses revisions informen de mides de posta de toquí emmantellat de 2 a 6 ous, amb una mitjana que oscil·la entre 2,45 i 3,6 ous per niu. Els 5 nius de toquí emmantellat a l'illa Sanibel, Florida, contenien 3 ous. Els exemplar de toquí emmantellat de zones de pi rígid (Pinus rigida) a Nova Jersey i Nova York van tenir una data mitjana de posta d'ous posterior (mitjans de juny) i significativament (p<0,05) mides mitjanes de niu primerenc de niuada (NJ=2,67, NY) =3,25) que els d'un jaciment d'alzines de roure (gènere Carya) que tenia una data mitjana de posta d'ous a principis de juny i una mida mitjana de la posta de niu primerenca de 3,88. La disponibilitat d'aliments probablement explica pel cap baix algunes de les diferències entre els dos tipus d'hàbitat. Els ous són incubats per la femella durant 12 o 13 dies. Després de l'eclosió, ambdós pares alimenten les cries i són volanders passats de 10 a 12 dies tot i que depenen de la cura dels pares durant un mes més aproximadament.

## Hàbitat
El toquí emmantellat es localitza des de prop del nivell del mar fins a 2.000 m al llarg de la frontera de Tennessee i Carolina del Nord durant l'estiu i fins a 910 m a New Hampshire.
Passen la major part del temps prop del terra. Per exemple, a Pennsilvània a la primavera, es van observar significativament (p<0,05) per sota de 0,91 m del sòl més del que s'esperava segons la distribució espacial aleatòria i les observacions per sobre de 0,91 m es van produir de manera significativa (p<0,05) menys del que era d'esperar. En un bosc de les terres baixes de Louisiana, el 62% de les observacions de toquí emmantellat es trobaven a 0,61 m del sòl i només el 4% es va observar per sobre de 7,6 m. A la primavera això va canviar, amb deteccions per sota de 7,6 m disminuint del 70% al 65% i les deteccions a la coberta (>25 peus (7,6 m)) augmentant del 4% al 7%.
El toquí emmantellat es troba en molts hàbitats, des de prats d'herba alta i aiguamolls fins a boscos madurs. No obstant això, són més habituals a les vores de l'hàbitat i a les zones amb estructura de vegetació similar als boscos orientals.
A la majoria de comunitats, són més abundants en espais “successius” recents. Diversos estudis van trobar un augment de l'abundància del toquí emmantellat als llocs de successió primerenca en comparació amb els de llocs més antics. El nombre mitjà de cria de (0,70 ocells/50 m de radi) i la taxa d'èxit del niu (58%) van ser més alts en una zona on15 anys abans a Virgínia Occidental s'havia fet una tala que en altres tractaments, inclòs un rodal de tulipers (Liriodendron tulipifera), cirerer negre, auró roig (Acer rubrum), auró del sucre (Acer saccharum) i freixe blanc (Fraxinus americana) que no es va collir. En un bosc de roure i noguera del sud de Missouri, els toquís emmantellats no estaven presents abans ni després de la tala, però es va produir a una densitat mitjana de 9,3 ocells/10 ha en una tala per aclarir de 3 anys. Un estudi de rodals de diferents edats al centre de Nova York va trobar que la densitat de toquí emmantellat va assolir el màxim en els primers rodals successius.
Molts estudis han demostrat una correlació positiva entre l'abundància del toquí emmantellat i la densitat del sotabosc. En un bosc de Pinus taeda de Carolina del Sud, el volum de pi del sotabosc (0,0-3,0 m) estava significativament (p<0,001) correlacionat positivament amb el nombre mitjà de territoris de toquí emmantellat per unitat experimental. Yahner va trobar que la densitat mitjana de toquí emmantellat en 6 tipus d'hàbitat estava significativament (p<0,05) correlacionada positivament amb la densitat d'arbustos baixos (0,5-1,5 m). Al centre est de Florida (Pinus elliottii) boscos plans amb sotaboscs dominats per les espècies de roure Qercus myrtifolia i Q. geminata i en llocs de matoll amb pi escampat dispers i Sabal palmetto, a l'est, les densitats de estaven significativament (p=0,01) correlacionades negativament amb l'alçada mitjana dels arbustos.
El toquí emmantellat pot agrupar-se i evitar determinades plantes. A Nevada, semblen preferir un hàbitat en el qual es poden camuflar com el codony florit (Chaenomeles), que coincideix amb la seva coloració vermellosa. A la vegetació de ribera d'Iowa, la densitat de toquí emmantellat es va associar positivament de manera significativa (p≤0,01) amb l'abundància total d'espècies de plantes i vinyes i es va correlacionar negativament amb la d'espècies d'arbres caducifolis i herbàcies. A Virgínia de l'Oest, es van associar amb espècies vegetals que es trobaven als cims més secs, com ara la mora (p<0,02), la cirera americana (p<0,002) i la falsa acàcia (p<0,04). Aquests llocs tendien a tenir cobertes obertes i una baixa densitat d'arbres. La densitat de toquí emmantellat es va associar negativament amb les plantes de les àrees més humides d'aquesta zona d'estudi, com ara la Nyssa sylvatica (p<0,006), l'auró roig (p<0,001) i l'Hamamelis virginiana (p<0,03). Al centre de Nova Jersey, el toquí emmantellat era significativament (p=0,03) més abundant als arbustos de corn (Cornus racemosa) que els arbustos de ginebre de Virgínia (Juniperus virginiana) o roser de garlanda (Rosa multiflora).

### Hàbitat de nidificació

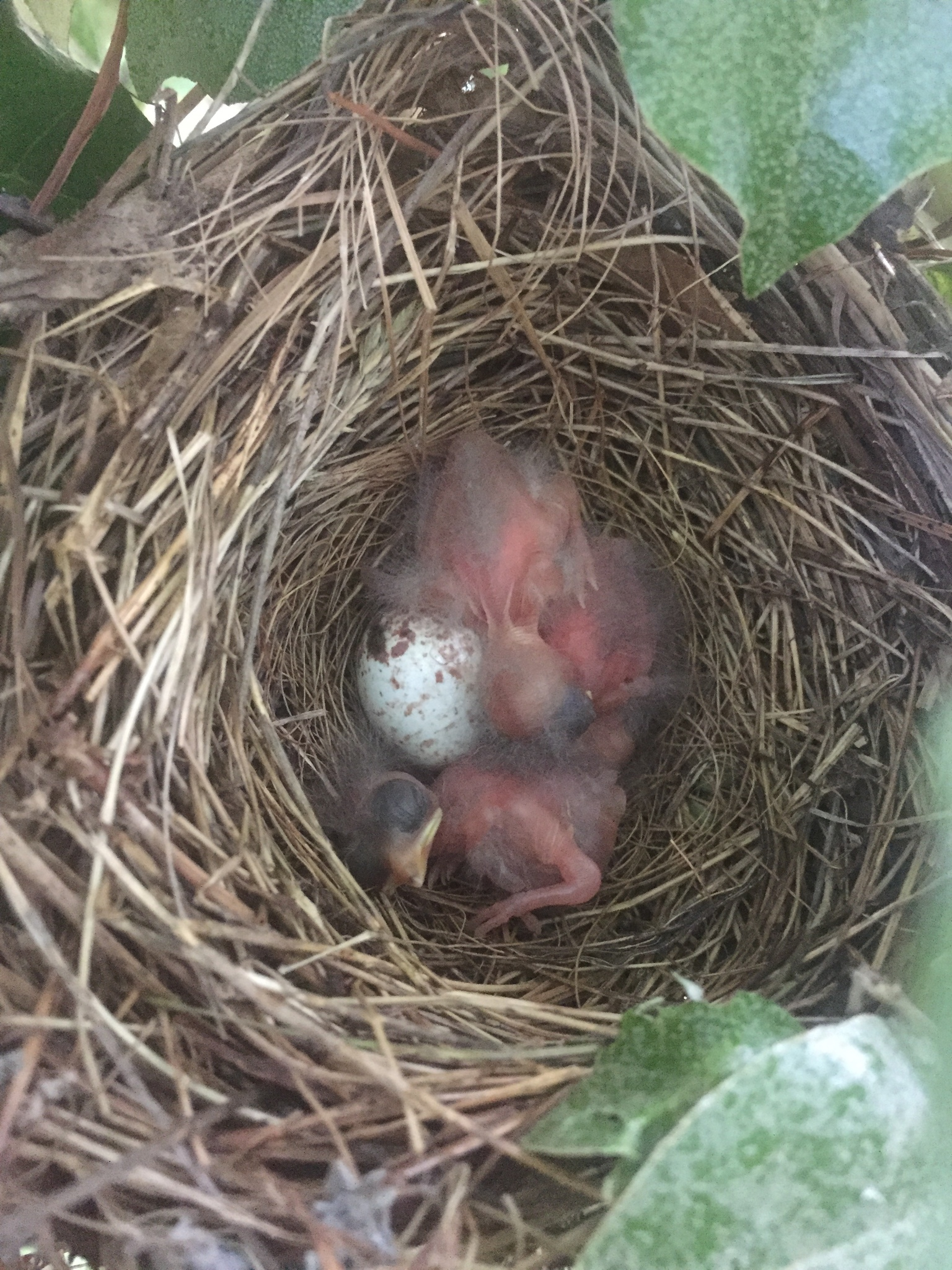
Niu amb cries a Carolina del Nord.

El toquí emmantellat sol nidificar a terra o prop del sòl. Divers estudis assenyalen el predomini dels nius per sota de 1,5 m. En un estudi sobre el parasitisme de les valls a l'illa de Sanibel, els 5 nius localitzats es trobaven a 1,8 m del sòl. Segons altres estudis eren fins a 5,5 m d'alçada. A Pennsilvània els nius més elevats en parcel·les mixtes de pollancres de diferents edats van tenir un èxit de nius significativament (p<0,001) inferior. Dels 13 nius sense èxit, 11 eren a més de 0,30 m per sobre del terra.
A Virgínia de l'Oest, no hi va haver diferències significatives (p>0, 05) en l'hàbitat al voltant dels nius amb èxit i sense èxit. L'existència d'arbres alts morts(≥23 cm de diàmetre a l'alçada de l'home) no van tenir cap efecte en l'èxit de la nidificació. A Pennsilvània l'èxit de la nidificació no es va veure afectat de manera significativa (p>0,05) per l'edat de la parcel·la o de la distància a la vora dels pollancres.
El toquí emmantellat nia en una varietat d'espècies, com ara el raïm (Vitis vinifera) i el nabiu (gènere Vaccinium). La majoria dels nius observats als boscos i talles clares de Pinus taeda i P. palustris de Carolina del Sud es van localitzar al raïm, al Vaccinium arboreum i a rouredes (gènere Quercus).
En una roureda de diferents espècies (“oak–hickory forest”) a Virgínia Occidental, el 27% dels 41 nius de toquí emmantellat es van trobar al raïm, el 17% a la móra (gènere Rubus), el 12% a l'arítjol (gènere Smilax) i el 12% al llorer de muntanya (Kalmia latifolia). Els nius també es van construir a l'heura de Virgínia (Parthenocissus quinquefolia), l'arbust d'espècies Lindera benzoin i el boix florit (gènere Rododendre). En un dret de pas d'una línia elèctrica a Pennsilvània, els 6 nius de toquí emmantellat observats eren a la morera Pachysandra procumbens, l'avellaner (Hamamelis virginiana), el nabiu (gènere Vaccinium), el roure blanc (Quercus alba), la falguera perfumada oriental (Dennstaedtia punctilobula) i la falguera perfumada de fenc (Comptonia peregrina) combinades i a nivell del sòl. Segons Greenlaw i Mumford, els nius de toquí emmantellat situats a terra són entre mig de restes vegetals en zones seques i normalment es troben a la base de matolls, males herbes, arbustos baixos o arbres petits.

### Hàbitat d'alimentació
A Massachusetts i Nova Jersey s'ha investigat la selecció d'hàbitat d'alimentació per part del toquí emmantellat. En una franja de pins poc fèrtil del sud-est de Massachusetts, preferien espècies com la Pinus rigida, les rouredes de l'espècie Quercus ilicifolia i altres arbres caducifolis, principalment roures. Eviten les espècies de la família de les ericàcies. La predilecció varia significativament (p<0,001) en funció de la disponibilitat. En 2 llocs de Nova Jersey, la preferència d'alimentació va canviar al llarg de l'època de reproducció. En una roureda principalment de roure negre (Quercus velutina), el toquí emmantellat l'utilitzava al maig, com era d'esperar per la seva densitat. Tanmateix, al juny i al juliol, a mesura que la biomassa relativa d'artròpodes disminuïa, l'ús d'alzines va ser menor del que s'esperava. Al maig i en una zona dominada per pins, l'ús de roures (principalment Quercus ilicifolia i Q. marilandica) va ser més gran del que s'esperaria, però al juny i juliol va ser proporcional a la disponibilitat. Aquestes correlacions negatives entre la data i l'ús del roure van ser significatives (p<0, 025) per als dos llocs. L'ús del lloc dominat per roure també va disminuir significativament (p<0,05) durant l'estiu.

### Efectes dels espais vegetals
Sembla que el toquí emmantellat prefereix les vores del hàbitats en moltes zones. Per exemple, al nord de Florida la mitjana d'abundància d'individus on abunda el xiprer dels pantans (Taxodium distichum) era de 18, mentre que no es trobaven ni al bosc de xiprers ni zones aclarides. En la zona amb xiprer del pantans i Pinus elliottii de 13 anys d'edat, l'abundància mitjana de toquí emmantellat era de 22 ocells reproductors, mentre que a la zona de només P. elliotti l'abundància mitjana era de 15 ocells reproductors. A l'est de Tennessee, es va trobar que la densitat de toquí emmantellat disminuïa amb la distància des de la vora del dret de pas d'una línia elèctrica i un bosc d'alzines i roures. A la vora, els toquís emmantellats es van produir a una densitat de poc més de 10 parells/40 ha, mentre que a 60 m des de la vora la densitat havia baixat a 1 parell/40 ha. A més, en zones aclarides experimentalment de boscos a Pennsilvània formats per roure blanc americà, roure americà (Quercus rubra), roure de muntanya (Q. prinus), roure escarlata americà (Quercus coccinea), auró roig (Acer rubrum), pollancres (Populus tremuloides), àlber americà (Populus grandidentata) i Pinus rigida, es van detectar individus mascles significativament (p<0,05) amb més freqüència del que s'esperava a les zones on la disposició espacial de les talles clares era més irregular.
Diversos estudis han abordat l'efecte de l'extensió de les parcel·les d'hàbitat sobre els toquís emmantellats. Al bosc mixt d'alzines de Nova Jersey, la freqüència de toquí emmantellat va augmentar generalment amb la mida de la parcel·la, tot i que es van detectar exemplars en totes les mides de la parcel·la (des de 0,20 fins a 23,88 ha) excepte les més petites (0,01 ha). En un lloc de Carolina del Sud, la freqüència d'ocurrència del toquí emmantellat va augmentar a mesura que la mida de la parcel·la augmentava de <1,0 ha a mides de 8,5-12,8 ha. En un altre lloc, la freqüència va disminuir a mesura que la mida de la parcel·la augmentava de 7,7 a 19,4 a 25,1 ha. A Iowa els toquís emmantellats van criar només en aquelles parcel·les de vegetació de ribera que feien almenys 200 m d'amplada. Al sud i l'est de Pennsilvània, l'èxit dels nius no va ser significativament diferent (p≥0,10) en llocs amb vores graduals i aquells amb vores més diferents entre les "obertures d'hàbitat de la vida silvestre" i el bosc de roure i noguer.

## Hàbits alimentaris
Els toquís emmantellats mengen principalment a terra, tot i que també ho fan entre la vegetació. En un bosc de pins del sud-est de Massachusetts, el 73,5% dels mascles i el 80,4% de les femelles ho feien a terra. Quan s'alimenten a terra, utilitzen una tècnica de rascat on els dos peus retrocedeixen simultàniament. En un estudi de laboratori, 4 toquís van utilitzar aquest mètode per obtenir amb èxit llavors enterrades a gairebé 2,5 cm de profunditat. Quan s'alimenten per sobre del sòl, la major part del temps el dediquen a arreplegar fullatge. A Massachusetts, el 22,5% dels mascles i el 16,3% de les femelles aconseguien l'aliment del fullatge. També es van observar arreplegant branquells, branques i troncs.
Els toquís emmantellats mengen una varietat de matèria vegetal i animal com ara llavors i fruits, diversos invertebrats i, ocasionalment, petits amfibis, serps i sargantanes. També són visitants assidus de les menjadores per a ocells. Durant l'època de reproducció la matèria animal constitueix una proporció més gran de la dieta. A la tardor i l'hivern, les plantes representen entre el 79% i el 85% de la dieta. A la primavera baixa al 53% i a l'estiu al 43%. Els insectes com els escarabats (coleòpters), les llagostes i els grills (ortòpters), les formigues, les vespes i les abelles (himenòpters) i les arnes i les erugues (lepidòpters) són preses habituals. Els toquís emmantellats mengen altres invertebrats com ara aranyes (Araneae), milpeus (diplòpodes), centpeus (Quilòpodes) i cargols (Gastròpodes) en menor mesura. A la regió del nord-est les plantes que comprenen almenys el 5% de la dieta inclouen l'ambrosia (Ambrosia), el roure, poligonàcies (Polygonum) i el blat de moro (Zea mays) i a la del sud-est móres, poàcies (Panicum) i arbre de la cera (Morella cerifera).

## Depredadors
Molts animals depreden els toquís emmantellats i els seus ous, inclosos els rèptils, els mamífers i altres ocells. L'estudi de Greenlaw resumeix diversos informes que demostren que els depredadors són una de les principals causes de fracàs del niu. La taxa de depredació de nius més alta observada va ser del 88% a Nova York. Els mamífers que probablement són depredadors del niu inclouen l'ós rentador (Procyon lotor), els gats domèstics (Felis catus) i els esquirols llistats (Tamias striatus). Serps de les espècies Pituophis catenifer o Thamnophis sirtalis o del gènere Elaphe o Thamnophis es mengen els ous del toquí emmantellat. La mostela (Mustela) i els gaig nord-americà (Cyanocitta cristata) també són probablement depredadors de nius. Se sap que diversos ocells depreden els toquís joves i adults, com ara l'astor (Accipiter gentilis), l'aligot alaample (Buteo platypterus), l'aligot cuacurt (Buteo brachyurus), l'esparver americà (Accipiter striatus) i l'astor de Cooper (Accipiter cooperii). Altres depredadors inclouen el gamarús ratllat (Strix varia), el mussol emigrant (Asio flammeus) i el xot de Carolina (Megascops asio) i fins i tot el botxí americà (Lanius ludovicianus) que amb prou feines és més gros que un toquí. Alguns mamífers també s'alimenten de toquís adults. A Maryland, es va trobar un toquí emmantellat al contingut de l'estómac d'una guineu roja (Vulpes vulpes).
El vaquer capbrú (Molothrus ater) parasiten els nius de toquí emmantellat. En un antic camp de Carolina del Sud, 5 dels 19 nius van ser parasitats. Cada niu parasitat contenia 1 ou de vaquer capbrú. La taxa de deserció dels nius parasitats va ser del 20%, que era similar als nius que no havien estat parasitats (21%). Dos dels cinc ous de vaquer capbrú van produir cries. L'estudi no va determinar si hi havia una diferència en l'èxit dels nius entre els nius parasitats i els no parasitats. A Virgínia de l'Oest, només 3 dels 41 nius de toquí emmantellat van ser parasitats pel vaquer capbrú. El nombre mitjà de polls volanders en nius no parasitats va ser de 2,8, que era similar a la mitjana de 2,7 cries per niu parasitat. A Pennsilvània, només 2 dels 36 nius van ser parasitats i tots dos van produir cries de toquí emmantellat. A l'illa Sanibel, cap dels 5 nius trobats va ser parasitat.

## Taxonomia
El toquí emmantellat va ser descrit pel naturalista suec Carl Linnaeus l'any 1758 en la desena edició de la seva Systema Naturae i va rebre el nom binomial (Fringilla erythrophthalma). Aquesta espècie es troba ara en el gènere Pipilo que va ser introduït per l'ornitòleg francès Louis Pierre Vieillot el 1816. El nom específic erythrophthalmus/erythrophthalma combina les paraules del grec antic «ερυθρος eruthros» "vermell" i «οφθαλμος ophthalmos» "ull".
Es reconeixen quatre subespècies:
- P. e. erythrophalmus (Linnaeus, 1758), es troba al centre-sud i al sud-est del Canadà fins a l'est dels Estats Units.
- P. e. canaster (Howell, AH, 1913), interior del sud-est dels Estats Units.
- P. e. rileyi (Koelz, 1939), costa sud-est dels Estats Units, excepte al centre i el sud de Florida.
- P. e. alleni (Coues, 1871) sud i centre de Florida.